# КАНДУ
КАНДУ је акроним од КАНада Деутеријум Уранијум, врсту нуклеарног фисионог реактора развијеног у Канади. По технологији је то Реактор са тешком водом под притиском (енгл. Pressurized Heavy Water Reactor,PHWR). Први реактор овог типа изграђен је у Онтарију и радио је од 1962. до 1987. године. Ови реактори су хлађени и модеровани тешком водом (D2O). Због тога, ови реактори могу да користе и природни уранијум. Замена горива у реактору може да се спроведе и док реактор ради, што омогућава уштеду времена, енергије, уранијума итд. Изграђени су у Канади почетком 1945. мада су до данас извезени и у Румунију, Аргентину, Кореју, Индију, Пакистан.

## Основне карактеристике реактора
- Хоризонтални ваљак са каналима под притиском
- Континуирана обострана замена горива за време рада реактора
- Веома добра равнотежа неутрона
- Скупа тешка вода смањује губљење неутрона из језгра реактора
- Нижи коефицијент корисног дејства термодинамичког циклуса-проузроковано изолацијом модератора од хлађења
- Одличне карактеристике за време рада реактора
- Могућност адаптације на различите циклусе сагоревања